# Ивница (ручей)
И́вница — ручей в Западном административном округе Москвы, левый приток реки Сетунь. По состоянию на начало 2018 года заключён в подземный коллектор. Своё название получил в начале XXI века в честь крупных ив, которые росли возле устья реки.
Длина ручья с временным водотоком в верховьях составляла 2 км. Длина долины, которая прослеживается в современном рельефе — примерно 1,2 км. Долина Ивницы начиналась недалеко от улицы Ивана Франко между платформами Сетунь, Рабочий посёлок и Кунцево-2. Ручей выходит из коллектора и впадает в Сетунь в 80 метрах ниже моста Дорогобужской улицы. В прошлом проходил по восточной окраине территории Сетуни, где был запружен — выше и ниже Можайского шоссе.